# マルティン・ヴィーベリ

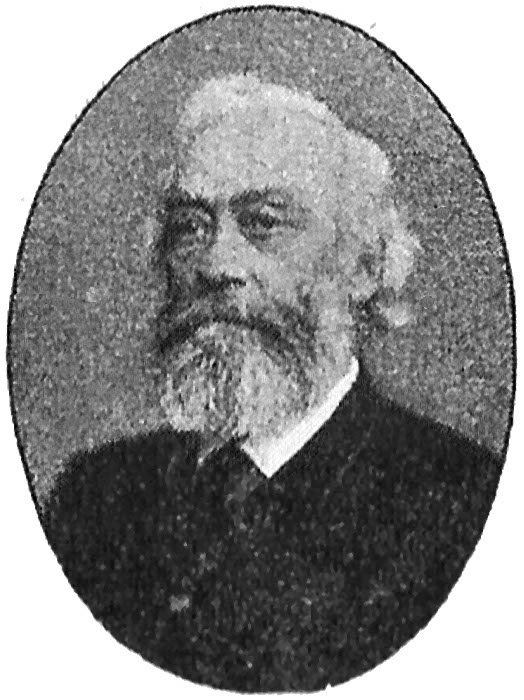
マルティン・ヴィーベリ

マルティン・ヴィーベリ（Martin Wiberg、1826年9月4日 - 1905年12月29日）は、階差機関の先駆者として知られるスウェーデンの発明家である。スコーネ地方のVibyで生まれ、1845年にルンド大学へ進み1850年にPh.D.の学位を取得した。

## 概要
マルティン・ヴィーベリは、1875年に発明したミシン程度の大きさの対数表を印字できる歯車式計算機の発明で知られている。この表は後に英語、フランス語、ドイツ語で出版された。この機械はフランス科学技術アカデミーに調査され、広範囲に渡る報告書が作成された。この機械はペール・イェオリ・シュウツによって開発された類似の機械の影響を受けたもので、チャールズ・バベッジの階差機関とも近似性を持っていた。（シュウツの機械は階差機関を基にしていた）ヴィーベリの機械はストックホルムのスウェーデン国立科学技術博物館（Tekniska museet）に所蔵されている。ヴィーベリは、外観上の問題から自身の発明した機械やその対数表も販売することに失敗した。
この発明とは別にヴィーベリは、クリーム分離器（cream separator）やパルスジェットエンジンといった幾つもの機器を発明したが、そのどれもが商業的な成功を収めることはなかった。